# Robbie Neilson
Robbie Neilson (Paisley, Escocia, Reino Unido; 19 de junio de 1980) es un exfutbolista y entrenador escocés. Es el entrenador del Tampa Bay Rowdies desde 2023.
Como futbolista, se desempeñó como lateral derecho y pasó su carrera por clubes de Inglaterra y Escocia. A nivel internacional disputó un encuentro con la selección de Escocia en 2006.
Formado en las inferiores del Heart of Midlothian, fue promovido al primer equipo en la temporada 1999-2000 y cedido al Cowdenbeath de la Liga escocesa de fútbol. En su regreso al Heart, Neilson disputó 200 encuentros de la Scottish Premier League, y formó parte del plantel que ganó la Copa de Escocia de 2006. En 2009 fue contrato por el Leicester City inglés, donde estuvo hasta 2011. En su regreso a Escocia jugó una temporada con el Dundee United, y sus últimos clubes fueron el Falkirk y el East Fire, hasta su retiro en 2013.
En 2014 comenzó su carrera como entrenador en el Heart.

## Selección nacional
Fue internacional juvenil por Escocia. Disputó un encuentro con la selección de Escocia el 11 de octubre de 2006 en la derrota por 2-0 ante Ucrania por la Clasificación para la Eurocopa 2008.

## Clubes

### Como jugador
| Club                          | País       | Año       |
| ----------------------------- | ---------- | --------- |
| Heart of Midlothian           | Escocia    | 1999-2009 |
| Cowdenbeath (préstamo)        | Escocia    | 1999-2000 |
| Queen of the South (préstamo) | Escocia    | 2002-2003 |
| Leicester City                | Inglaterra | 2009-2011 |
| Brentford (préstamo)          | Inglaterra | 2011      |
| Dundee United                 | Escocia    | 2011-2012 |
| Falkirk                       | Escocia    | 2012      |
| East Fife                     | Escocia    | 2013      |

### Como entrenador
| Club                | País           | Año           |
| ------------------- | -------------- | ------------- |
| Heart of Midlothian | Escocia        | 2014-2016     |
| Milton Keynes Dons  | Inglaterra     | 2016-2018     |
| Dundee United       | Escocia        | 2018-2020     |
| Heart of Midlothian | Escocia        | 2020-2023     |
| Tampa Bay Rowdies   | Estados Unidos | 2023-presente |

## Palmarés

### Títulos nacionales
| Título                 | Club                | País    | Año     |
| ---------------------- | ------------------- | ------- | ------- |
| Scottish Challenge Cup | Queen of the South  | Escocia | 2002-03 |
| Copa de Escocia        | Heart of Midlothian | Escocia | 2005-06 |
| Scottish Championship  | Heart of Midlothian | Escocia | 2014-15 |
| Scottish Championship  | Dundee United       | Escocia | 2019-20 |
| Scottish Championship  | Heart of Midlothian | Escocia | 2020-21 |